# Sacramental de San Lorenzo y San José
La Sacramental de San Lorenzo y San José es un cementerio de la ciudad española de Madrid, ubicado en el barrio de Carabanchel. 
El cementerio destaca por la calidad de sus patios. En el patio central destaca un monumento de suscripción pública coronado por cuatro ángeles que custodian las urnas de los esposos Julián Romea y Matilde Díez. También reposan aquí los escultores Ponciano Ponzano y Mariano Bellver y Collazos, Eulogio Florentino Sanz, los poetas Ventura Ruiz de Aguilera, Abel Bonnard, José de Selgas y Gabriel García Tassara, el escritor José de Castro y Serrano, el polígrafo Roque Barcia, el historiador Modesto Lafuente, el novelista Enrique Pérez Escrich, los toreros Domingo del Campo «Dominguín» y Luis Mazzantini, y los compositores Joaquín Valverde Durán, Gerónimo Giménez, Manuel Nieto, Juan Daniel Skoczdopole, Manuel López Santaella, Cipriano Portocarrero y María Manuela Kirkpatrick, padres de la emperatriz Eugenia de Montijo.